# Ахтуба
Ахтуба́ — лівий рукав Волги, який відділяється від неї за 21 км на північ від Волгограда, впадає в рукав Бузан. Довжина близько 520 км, середні витрати — 143 м³/с.
Старий вхід в Ахтубу з Волги перекритий греблею. Нижче, через острів Зелений, проритий новий канал довжиною 6,5 км, що входить до складу гідровузла Волзької ГЕС. Судноплавний в повені. Між Волгою і Ахтубою Волго-Ахтубінська пойма — важливий район овочівництва і баштанства.
На Ахтубі розташовані міста Волзький, Ленінськ, Знаменськ, Ахтубінськ, Харабалі.